# Itchen (dopływ La Manche)
Itchen (ang. River Itchen) – rzeka w południowej Anglii (Wielka Brytania), w hrabstwie Hampshire, dopływ kanału La Manche. Długość rzeki wynosi około 45 km.
Źródło rzeki znajduje się we wzgórzach South Downs, nieopodal wsi New Cheriton, na wysokości 70–75 m n.p.m. Rzeka płynie początkowo w kierunku północnym, następnie skręca na zachód, ostatecznie obiera kierunek południowy i południowo-zachodni, który utrzymuje przez większość swojego biegu. Od źródła do okolic Colden Common rzeka płynie obrzeżem parku narodowego South Downs. Przepływa przez miasta New Alresford (tam uchodzi do niej rzeka Alre), Winchester i Eastleigh. W Southampton rzeka uchodzi do estuarium Southampton Water, łączącej się z cieśniną Solent (część kanału La Manche).